# Pałac w Wądrożu Wielkim
Pałac w Wądrożu Wielkim – zabytkowy pałac we wsi Wądroże Wielkie  w Polsce, w województwie dolnośląskim, w powiecie jaworskim, w gminie Wądroże Wielkie, około 13 km na północny wschód od Jawora i około 19 km na południowy wschód od Legnicy.

## Opis
Piętrowy pałac wybudowany w XVII w. na planie prostokąta, kryty dachem mansardowym z lukarnami. Obiekt jest częścią zespołu pałacowego i folwarcznego, w skład którego wchodzą jeszcze: park, pięć oficyn mieszkalnych, stodoły, obory, budynek gospodarczy.